# کلایو کلارک (بازیکن فوتبال)
کلایو کلارک (انگلیسی: Clive Clark; ۱۲ دسامبر ۱۹۴۰ – ۱ مهٔ ۲۰۱۴) بازیکن فوتبال اهل بریتانیا بود.
از باشگاه‌هایی که در آن بازی کرده‌است می‌توان به باشگاه فوتبال وست برومویچ آلبیون، باشگاه فوتبال لیدز یونایتد، باشگاه فوتبال پرستون نورث اند، باشگاه فوتبال کویینز پارک رنجرز، و باشگاه فوتبال ساوتپورت اشاره کرد.